# 赫氏圆石藻
赫氏圆石藻（学名：Emiliania huxleyi），经常被缩写为“EHUX”，是一种遍布全球水域的钙板金藻。它被用来研究夏季的温跃层后营养耗尽的水中形成的大范围水华。就像其他的钙板金藻一样，'赫氏圆石藻是一种包覆着独特碳酸钙盘状外壳的单细胞海洋浮游植物。虽然完整的钙板金藻个体很少见，但它们大量存在于海底沉积物中。至于“赫氏圆石藻”，不只是外壳，也是可能是被记录在沉积物里的柔软有机体。它能合成出一组具有很强的防腐能力的化学物质，这些化学物质，比如颗石藻标志物，可以在海底沉积物中那些早已腐烂的有机体中找到。颗石藻标志物成为地球科学中用来研究海洋表面温度的线索。

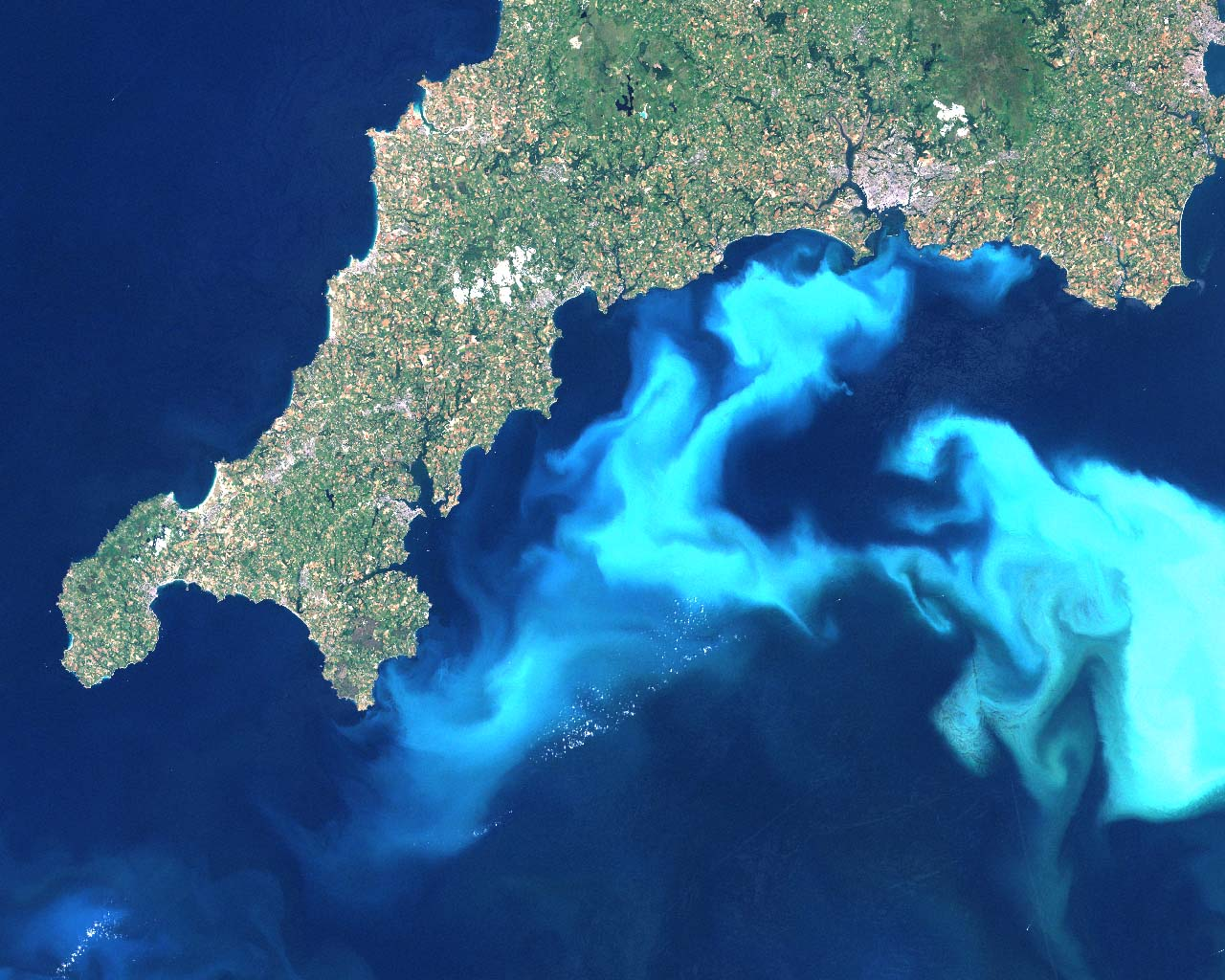
1999年7月24日赫氏圆石藻水华

在被托马斯·亨利·赫胥黎和Cesare Emiliani命名后，赫氏圆石藻成为分布最广泛的钙板金藻，这种藻为无色透明，但它们的方解石外壳能在水柱中非常有效地折射光。从卫星照片可以看出该水华可以覆盖大面积海域(可能大于100,000平方公里)。据测定，赫氏圆石藻是迄今为止在这些条件下的優勢浮游植物。
该物种成为詹姆斯·洛夫洛克的盖亚假说的启示。